# Droit des contrats spéciaux en France
Pour les autres articles nationaux ou selon les autres juridictions, voir Droit des contrats spéciaux.
Le droit des contrats spéciaux en France est une branche du droit français qui étudie des contrats ayant un régime juridique dérogatoire au droit commun des contrats en France.

## Objet d'un contrat spécial
Un contrat spécial est un contrat nommé qui fait l’objet d’une législation particulière (exemples : la vente ; l’échange ; la donation ; le mariage). Le droit des contrats spéciaux (articles du code civil, du code de commerce ou d'autres codes ; droit communautaire et conventions internationales ratifiées devenues droit interne ; jurisprudence) vient s’ajouter au droit commun des contrats et n’est pas nécessairement impératif, d’ordre public : le principe de liberté contractuelle conduit au contraire à regarder comme d’ordinaire seulement supplétives les règles relatives à chaque espèce de contrat ; elles s’appliqueront alors chaque fois qu’elles n’auront pas été expressément écartées, ce qui leur confère une portée pratique considérable.
La théorie générale des contrats spéciaux apparaît donc constamment dans l’étude des contrats spéciaux, à la fois par son application de principe et comme référence aux dérogations que peuvent apporter certaines de ces règles particulières.
Les contrats nommés sont les contrats qui ont, selon l’article 1105 du code civil, une dénomination propre :
« Les contrats, soient qu’ils aient une dénomination propre soit qu’ils n’en aient pas, sont soumis à des règles générales, qui sont l’objet du présent titre.
Les règles particulières à certains contrats sont établies sous les titres relatifs à chacun d’eux ».
Il s’agit de la donation ; du contrat de mariage ; de la vente ; de l’échange ; du louage de chose ; du louage d’ouvrage ; du contrat de société ; du prêt ; du dépôt ; du jeu ou pari ; des rentes viagères ; du mandat ; du cautionnement ; de la transaction (contrats du code civil) ; de la commission ; du transport terrestre ; du transport aérien ; du transport maritime ; de l’armement maritime ; de la construction maritime ; des assurances maritimes (contrats du code de commerce) ; des contrats d’assurances terrestres et sur la vie ; de l’emphytéose ; du bail à construction ; du contrat d’édition ; du contrat d’intégration (contrats régis par d’autres textes) ; du bail à nourriture ; du crédit-bail ; des contrats de distribution (contrats nés de la pratique).
La nomination d’un contrat a pour effets :
- d’une part d’en préciser le fonctionnement (objet des règles supplétives)
- d’autre part d’en imposer certaines règles (objet des règles impératives)

Les contrats innommés sont les contrats qui n’ont pas de dénomination propre conférée par la loi ou par la pratique (qui a par exemple été la source de nomination du « bail à nourriture », du « crédit-bail » et autres contrats qui n’ont jamais fait l’objet d’aucun texte). Ils posent aux juges le problème de savoir le régime juridique qui leur est applicable : selon leur qualification, il leur sera appliqué soit le « socle » du droit commun des contrats, soit un ou plusieurs régimes juridiques spécifiques.
Ce n’est pas le « titre » que les parties elles-mêmes peuvent apposer sur leur accord qui compte, mais l’économie et le contenu de celui-ci. Selon l’article 12 du code de procédure civile, le juge peut requalifier le contrat indépendamment de la volonté des parties.
Pour déterminer le régime juridique (impératif ou supplétif) applicable à un contrat – que celui-ci soit nommé ou innommé - il est nécessaire de procéder à son opération de qualification.

## Qualification d'un contrat spécial
La qualification d’un contrat spécial est un procédé intellectuel consistant à rattacher un cas concret à un concept juridique abstrait défini par une autorité normative afin de lui appliquer son régime.
Ce procédé est lié à la classification : une fois que le contrat aura été qualifié en déterminant les éléments caractéristiques, il sera placé dans une catégorie ; tout ce qui est placé dans une catégorie a des points communs.
Exemples :
- contrats formels ou consensuels
- contrats unilatéraux (donation ; prêt à usage) ou synallagmatiques (vente)
- contrats à titre onéreux ou à titre gratuit
- contrats aléatoires ou commutatifs
- contrats d’affaire ou de consommation

### Méthode
Pour qualifier un contrat, le juge analyse l’économie du contrat en se référant aux obligations principales des parties. C’est une opération fondamentale puisqu’elle déclenche l’application du régime propre à tel ou tel contrat « nommé ».
Le juge du fond a autorité pour qualifier, sous contrôle de la Cour de cassation car c’est une question de droit (elle effectue un contrôle de la dénaturation, erreur « grossière » d’interprétation des juges du fonds) ; par exemple, la mise à disposition d’un bien moyennant une redevance financière constitue un bail et ne peut être qualifié autrement, ce qui déclenche la mise en œuvre de certaines règles d’ordre public.
Si la contrepartie versée en échange de la jouissance d’un bien n’est pas en rapport avec le bien, cela n’influe pas sur la qualification.

### Types
Il y a trois types de qualification d'un contrat :
- s’il est possible de hiérarchiser les obligations (contrat simple), la qualification du contrat est unitaire (« exclusive »).

- s’il n’est pas possible de hiérarchiser les obligations car elles sont aussi importantes l’une que l’autre (contrat complexe), la qualification du contrat est mixte (avec application « chronologique » ou « distributive » des régimes juridiques selon que les contrats s’appliquent successivement ou simultanément).

- lorsque le contrat n'entre dans aucune qualification, qu’il est impossible à rattacher à un contrat nommé, inqualifiable, on dit qu’il est sui generis : il est de son propre genre.

L’hypothèse d’une qualification mixte demeure rare car elle conduit à « dépecer » le contrat pour ventiler les stipulations correspondant à chaque qualification et, par conséquent, à lui appliquer un régime double / multiple.
Le plus souvent, il faut rechercher l’élément essentiel du contrat envisagé dans son ensemble pour en dégager la qualification globale et donner une qualification unitaire. Cette solution a l’avantage de la simplicité liée à l’application d’un régime juridique unique.
Exemple de contrat « simple » : une convention où une entreprise est amenée à fabriquer quelque chose est qualifiée de « contrat d’entreprise » dès lors que cette prestation de service en est l’obligation fondamentale, essentielle. La qualification est donc a priori aisée ; sauf que parfois, l’entreprise qui assure la fabrication fournit aussi la matière première, en transfère la propriété. Dans ce cas, les éléments caractéristiques du contrat d’entreprise sont présents, mais aussi ceux du contrat de vente ; ce qui rend l’opération de qualification plus complexe.
Il y a une trentaine d’années, les juges se fondaient sur le critère économique pour différencier l’obligation principale et accessoire : ainsi, selon que le travail avait une valeur économique / marchande plus importante que la chose ou non, le contrat était qualifié de contrat d’entreprise ou de vente (concrètement, un contrat obligeant un menuisier à fabriquer un meuble était qualifié de contrat d’entreprise si la matière première était un bois peu cher, tandis qu’il était qualifié de contrat de vente s’il s’agissait d’un bois précieux).
Désormais, les juges se fondent sur un critère qui tient à l’économie même de la convention : ainsi, selon que l’objet fini est personnalisé selon les besoins du client ou standard, le contrat sera qualifié de contrat d’entreprise ou de vente.
Exemple de « contrat complexe » : une convention où une partie met en pension un animal chez l’autre partie est un dépôt ; elle devient aussi un contrat d’entreprise si elle s’accompagne de l’obligation de dresser cet animal. Ce type de convention est à la fois un contrat de dépôt et un contrat d’entreprise : la qualification est mixte.
Si les contrats s’appliquent successivement, il y aura application chronologique des régimes juridiques de ces contrats.
Si les contrats s’appliquent simultanément, il y aura application distributive des régimes juridiques de ces contrats : les obligations litigieuses seront rattachées une à une à « leur » contrat nommé respectif.
Dans certaines conventions complexes ne se trouve aucun contrat nommé. Les juges appliqueront alors le droit commun des contrats et la volonté des parties dans la mesure où les clauses prévues ne sont pas contraires au droit commun.
Exemple de contrat sui generis : il arrive fréquemment que la pratique crée des sortes de contrats qui ne correspondent à aucun cadre de réglementation des contrats nommés ; certains de ces contrats ont une expansion telle que la loi intervient pour leur offrir un cadre juridique –qui a le double effet de les officialiser et de les encadrer (cela a été le cas pour les assurances terrestres, apparues dans la seconde moitié du XIXe siècle et réglées pour la première fois par une loi de 1930).
Il est appliqué à ces contrats innommés le droit commun des contrats.

## Subdivisions des contrats spéciaux
Depuis une cinquantaine d’années, on assiste à une parcellisation des contrats spéciaux  : chaque espèce de contrat voit apparaître en son sein différentes variétés de contrats (A. Bénabent, Les contrats spéciaux civils et commerciaux, 9e éd., Paris : Lextenso, 2011, n° 7, ouvrage auquel les développements qui suivent sont largement empruntés). Ainsi, parmi les baux, il faut aujourd’hui faire une place à part aux baux commerciaux, aux baux ruraux et au baux d’habitation ; parmi les dépôts, une place à part au dépôt hôtelier et au dépôt hospitalier ; parmi les prêts d’argent, une place à part aux crédits à la consommation et aux prêts immobiliers etc.
Le droit des contrats spéciaux semble donc s’orienter vers un droit des contrats « très spéciaux », ou plus exactement « sous spéciaux » car il s’agit de subdivisions. Il n’est presque aucun contrat qui n’ait échappé à ce phénomène qui conduit à une superposition verticale  : à la base il y a le droit commun de la théorie générale des contrats ; au stade intermédiaire il y a le droit commun de tel contrat spécial ; au-dessus encore, il y a le droit particulier de la variété considérée. En présence d’un contrat précis, il faudra donc mettre en œuvre cette superposition en ayant recours (au maximum) aux trois « niveaux » de réglementation. La tendance du droit contemporain à multiplier les législations particulières accroît considérablement ce phénomène de ramification, qui ne se limite pas toujours à trois étages  : il arrive que la variété soit elle-même subdivisée.
Cette complexité liée à la spécialisation impose une classification claire de l’ensemble des contrats spéciaux.
La doctrine classique (du XIXe siècle à 1920 environ) opposait habituellement les « grands » aux « petits » contrats (sur cette distinction, cf. par ex. Bénabent, op. cit., n° 6, ouvrage auquel les développements qui suivent sont également empruntés). Les « grands contrats » étaient les plus importants économiquement, ce qui justifiait un ensemble de règles assez complet et détaillé, et par conséquent une étude approfondie   : c’était le contrat de mariage (presque 200 articles dans le code civil d'origine), la vente (120 articles), le louage (124 articles) et le contrat de société. Les « petits contrats » (prêts ; dépôt ; jeu ; mandat ; cautionnement ; transaction…) étaient a priori à titre gratuit et retenaient moins l’attention, non pas qu’ils aient été moins pratiqués mais surtout parce qu’ils semblaient moins « juridiques », comme concernant des relations amicales plus du ressort des mœurs et de la sociologie que du droit. Mais là encore, l’évolution sociale et économique a fait son œuvre. En particulier le développement d’une économie de services et de crédit a fait « grandir » certains contrats   : de nos jours, les contrats d’entreprise, de mandat, de prêt d’argent, de travail et d’assurance sont incontestablement devenus des « grands contrats » par leur rôle économique.
Les auteurs modernes ne suivent en général pas les grandes classifications énoncées par le code civil lui-même, qui se recoupent et ne sont guère appropriées lorsqu’il s’agit de présenter les catégories essentielles de contrats nommés. Ils s’attachent à l’objet et au rôle de ces contrats, ce qui permet d’en dégager cinq catégories essentielles   :
| Catégorie                              | Exemples de contrats                                                                                                 |
| -------------------------------------- | --- |
| Contrats translatifs de propriété      | - vente - échange - contrats de transfert temporaire - contrats de distribution                                      |
| Contrats portant sur l’usage des biens | - bail - prêt de chose                                                                                               |
| Contrats de service                    | - contrat d'entreprise - contrat de mandat - contrat de dépôt                                                        |
| Contrats de crédit                     | - crédit personnel : prêt d’argent - crédit lié : prêts de consommation - crédit réel : location vente ; crédit bail |
| Contrats aléatoires                    | - théorie générale - régimes spéciaux : jeux et paris ; rentes viagères ; transaction                                |

Cette classification peut aussi être regroupée en deux catégories :
- les contrats translatifs de propriété

1. contrats commutatifs (vente ; échange ; prêt de consommation ; cession de droits réels)
2. contrats aléatoires (contrats viagers ; contrats ludiques)

- les contrats générateurs de prestations de service

1. administration d’une chose (louage ; dépôt ; prêt à usage ; location avec promesse de vente)
2. accomplissement d’une mission (entreprise ; mandat ; entremise ; distribution)
3. gestion d’un litige (transaction ; arbitrage)

## Liste de contrats spéciaux
Cette liste n'est pas exhaustive, et ne recense que les principaux contrats spéciaux prévus par des textes :
- contrat d'assurance
- contrat de cautionnement
- contrat de dépôt
- contrat de franchise
- contrat de louage : contrat de bail, contrat d'affermage
- contrat de mandat
- contrat de mariage
- contrat de prêt
- contrat de séquestre
- contrat de société
- contrat de travail
- contrat de transport : contrat maritime
- contrat de vente
- contrat de louage d'ouvrage